# Consorzio del fiume Olona
Il Consorzio del fiume Olona è un ente privato di interesse pubblico senza fini di lucro che ha l'obiettivo di gestire le acque del fiume Olona e di conservare e riqualificare gli ambienti fluviali circostanti. Ha sede a Castellanza, in provincia di Varese, ed è il consorzio irriguo più antico d'Italia.

## Finalità

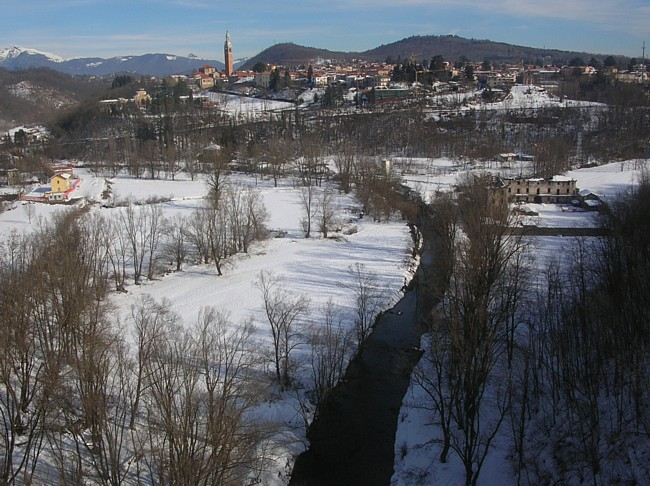
Il fiume Olona a Malnate.

In origine, l'unico obbiettivo del consorzio era quello di ripartire equamente le acque del fiume Olona tra gli abitanti del territorio. All'atto della fondazione, le acque del fiume erano utilizzate per la pesca, per i lavatoi, per l'allevamento di bestiame, per muovere le ruote dei mulini ad acqua, per movimentare i macchinari degli artigiani, per finalità alimentari e per irrigare i campi.
Successivamente, con la nascita delle prime fabbriche, il consorzio iniziò a gestire anche le richieste finalizzate allo sfruttamento su scala industriale della forza motrice del fiume. Prima delle invenzioni del motore a vapore e dell'energia elettrica, i macchinari delle manifatture erano infatti movimentati da ruote idrauliche installate sulle sponde dell'Olona.
In seguito, a queste finalità se ne sono aggiunte altre. Oltre a quelli menzionati, il consorzio ha anche l'obiettivo di conservare e riqualificare il fiume Olona e gli ambienti fluviali circostanti.

## Storia

### Le premesse

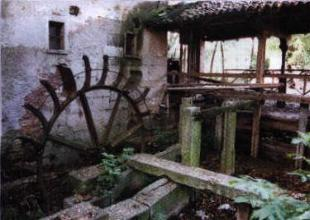
Il mulino Montoli a San Vittore Olona.

Le origini del consorzio affondano nel Medioevo. La prima associazione di utilizzatori del fiume è stata fondata nel 1235. Questo sodalizio era costituito dagli utenti più ricchi e potenti ed era guidato da un delegato che aveva il compito di interfacciarsi con il Podestà di Milano.
La regolamentazione più antica delle acque dell'area milanese di cui ci è giunta traccia documentata è invece datata 1346. In tale anno furono infatti sottoscritti gli "Statuti delle strade e delle acque del contado di Milano". Questo documento fu poi aggiornato nel 1396.
Questi statuti regolamentavano l'utilizzo delle acque e delle strade de "[...] li borghi, lochi, cassine, molini e case da religiosi del contado di Milano [...]" specificando, tra le altre cose, le modalità in cui si doveva "[...] cavare l'acqua in favore dei mulini e condurla per adaquare li prati [...]" e stabilendo che "[...] nel fiume publico non rimanga ne sia tenuto alcuna chiusa o vero ostacolo per i quali l'acqua non possa liberamente correre [...]". Anche l'irrigazione era regolamentata, dato che non doveva impedire il funzionamento dei mulini con il prelievo di troppa acqua. Negli statuti si può infatti leggere "[...] dal fiume pubblico o privato possa ciaschaduno condure acqua per adaquare li prati, sel se po fare senza danno de alchuno et especialmente de molini l'uso de li quali secundo la nostra ragione si e favorevole e pubblico [...]". Inoltre, gli statuti regolamentavano i periodi dell'anno in cui si poteva prelevare acqua, disciplinavano le chiuse, quantificavano le ammende per i trasgressori, decretavano i provvedimenti da prendere in caso di abusi e stabilivano i modi in cui si poteva intervenire sulle sponde del fiume.
In questi secoli la distribuzione delle acque non era però equanime, dato che gli utilizzatori più ricchi e potenti prevaricavano su quelli più poveri e indifesi.

### LeNovae Costitutiones

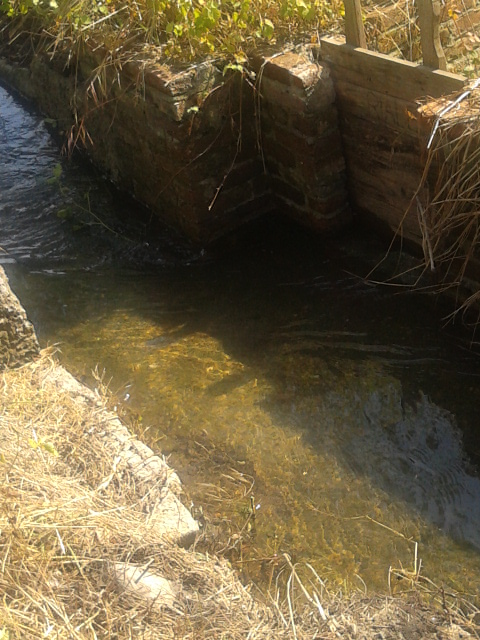
La roggia "Riale di Parabiago". È stata attivata nel 1216.

Per avere ad un regolamento un po' più equo e dettagliato si aspettò fino al 27 agosto 1541, quando furono sottoscritte le Novae Costitutiones (cioè le "Nuove Costituzioni"). In questo caso il nuovo contratto, che aveva carattere pubblico e che venne promulgato dall'imperatore Carlo V d'Asburgo, prevedeva anche l'istituzione di una serie di cariche che avrebbero dovuto controllare l'uso delle acque dell'Olona. Nello specifico, le Novae Costitutiones contemplavano la figura di un Regius Judex Commissarius Fluminis Olona (in italiano, "giudice commissario del fiume Olona"), che aveva il compito di controllare gli utilizzatori delle acque dell'Olona e di far rispettare le norme dei regolamenti applicando sanzioni a chi compiva abusi. Oltre al commissario del fiume, le Novae Costitutiones prevedevano il "conservatore del fiume" (che aveva il compito di promulgare le grida e di comminare le pene per gli abusi più gravi), il "cancelliere d'Olona" (che aveva la funzione di notaio), l'"ingegnere d'Olona" (che aveva compiti tecnici), i "sindaci d'Olona" (che avevano una funzione consultiva) e l'"intendente del fisco" (che aveva compiti economici). Il commissario del fiume era coadiuvato da due "campari" che avevano sede, rispettivamente, a San Vittore Olona ed a Rho. Le Novae Costitutiones iniziarono a regolamentare anche gli orari durante i quali si poteva prelevare acqua dall'Olona.
In genere, la funzione di commissario del fiume era ricoperta da un esponente del Senato di Milano, che generalmente apparteneva alla nobiltà milanese. Tutte le figure citate erano regolarmente stipendiate (il giudice commissario percepiva annualmente 120 aurei). L'unica funzione per cui non era previsto lo stipendio mensile era quella del conservatore del fiume, che infatti aveva funzione una politica, dato che era eletto dal Senato di Milano. Il conservatore del fiume riferiva del suo operato direttamente al senato meneghino e apparteneva, in genere, alla nobiltà milanese. Le Novae Costitutiones, e le cariche ad esse associate, restarono in vigore fino al 1797.
Un documento di questo tipo, tra i fiumi del Ducato, era stato redatto solo per l'Olona. Nel 1548 fu emanata un'importante "grida" che obbligava gli utilizzatori delle acque a comprovare, tramite documentazione scritta, i dettagli dei vari impieghi. Nell'occasione fu decisa la cifra che avrebbero dovuto pagare gli utilizzatori del fiume per ogni oncia milanese d'acqua estratta (10 scudi). All'inizio del XVII secolo le tariffe per il prelievo delle acque per scopo irriguo invece erano: dalle sorgenti a Vedano Olona 3 soldi per ogni pertica milanese di terreno bagnata, da Castiglione Olona a Rho 6 soldi, mentre da Rho incluso a Milano la tariffa corrispondeva a 4 soldi. Le disposizioni adottate vennero accettate con fatica dagli utenti storici del fiume.
Le Novae Costitutiones gettarono poi le basi per la nascita del consorzio del fiume Olona e per la sottoscrizione degli accordi del secolo successivo.

### La nascita del consorzio

Un lavatoio sull'Olona a Legnano in una fotografia del 1903.

Il consorzio nacque nel 1606 come associazione privata di utilizzatori delle acque del fiume Olona. La sorveglianza dell'uso delle acque del fiume continuò ad essere al giudice commissario previsto dalle Novae Costitutiones.
La nascita del consorzio perpetrò quindi la lunga tradizione associativa dei fruitori delle acque del fiume. In origine il consorzio aveva finalità esclusivamente private. Non fu un caso che il consorzio sia nato a Milano. Nel capoluogo meneghino dimoravano infatti gli utilizzatori delle acque che avevano gli interessi più cospicui.
I motivi che portarono alla nascita del consorzio risiedevano nel tentativo di risolvere la contesa tra gli utilizzatori ed il Governo spagnolo, che all'epoca dominava il Ducato di Milano, e nell'esigenza di quest'ultimo di riscuotere le tasse dai fruitori delle acque dell'Olona in modo più organizzato e sistematico possibile. Visto l'utilizzo sempre gratuito delle acque, gli utenti storici contestavano al Governo il pagamento degli oboli, mentre gli spagnoli asserivano che le tasse erano dovute per via dello status delle acque, che era pubblico.  I tentativi per risolvere la questione furono due. Il primo avvenne nel 1610, quando il governo ricevette una tantum 6000 scudi, mentre il secondo fu nel 1666, grazie al versamento di altri 8400 scudi. Nello specifico, il primo contratto sulla cessione dei diritti sulle acque fu firmato il 7 maggio 1610 dal notaio Giuseppe Grassi. Sul documento era infatti riportato che gli utenti potevano "[...] valersi liberamente e senza eccezione veruna delle acque e del fiume [...]". Il 18 maggio 1666 fu invece sottoscritto un accordo che prevedeva un ulteriore versamento che era collegato ad alcune vertenze precedenti alla prima stipula. Con questo secondo accordo, il governo spagnolo rinunciava definitivamente ai diritti sul fiume e riconosceva ufficialmente il consorzio, che da allora in poi avrebbe gestito le acque dell'Olona.
Il primo censimento sistematico delle utenze del fiume Olona fu eseguito due anni dopo la fondazione del consorzio, nel 1608, dall'ingegner Pierantonio Barca. Tale documento comprendeva anche una serie di disegni che descrivano in dettaglio il corso del fiume con l'individuazione precisa dei vari utilizzatori. Questo censimento, che è conservato presso l'Archivio di Stato di Milano, fu voluto per quantificare le tasse da applicare ad ogni singolo utilizzatore. Su tale documento sono anche segnati i prati irrigati, i ponti e, con una buona precisione, le costruzioni lungo il fiume ma non la zona delle sorgenti e le misure delle varie proprietà. Del censimento del Barca, è giunta sino al XXI secolo solo una parte, mentre il resto è andato perduto.

### La relazione di Raggi e Verri

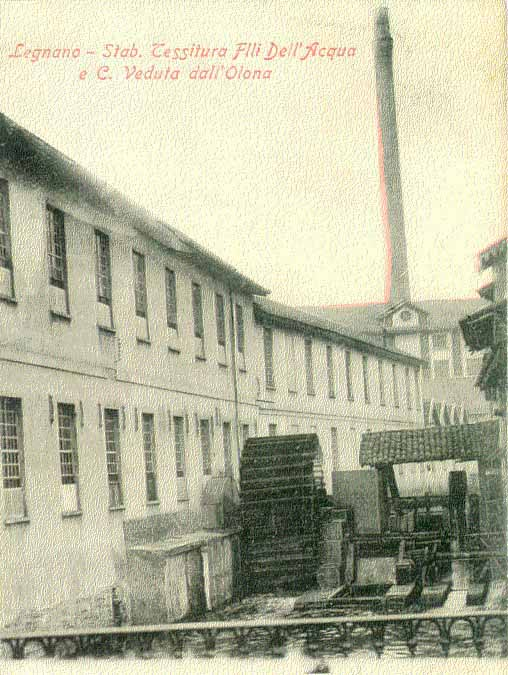
Il Cotonificio Dell'Acqua di Legnano, sorto nel 1894 lungo l'Olona. Al centro della foto, si può notare una ruota idraulica installata lungo il fiume a servizio dello stabilimento.

Nel 1772 il conservatore del fiume e senatore Gabriele Verri e l'ingegner Gaetano Raggi compirono un nuovo censimento del fiume e dei suoi utilizzatori. Oltre alla descrizione dettagliata delle varie attività passate e presenti, il documento riportava anche una serie di provvedimenti che, a giudizio dei relatori del censimento, dovevano essere compiute per rendere più giusto ed efficiente l'utilizzo delle acque del fiume. I due relatori, ad esempio, suggerirono di aggiornare le Novae Costitutiones prevedendo l'incremento del numero dei campari da due a tre. Ai campari, poi, doveva essere assegnato un tratto preciso del fiume ed un salario. Il censimento di Verri e Raggi, che iniziò il 27 giugno e che durò 22 giorni, fu più completo di quella realizzata dal Barca. Gabriele Verri definì infatti la mappa compilata dal suo predecessore "[...] imperfetta, perché mancante delle sorgenti, delle misure e, ciò che più rileva, della descrizione [...]". La relazione scritta fu poi completata il 27 settembre 1772. 

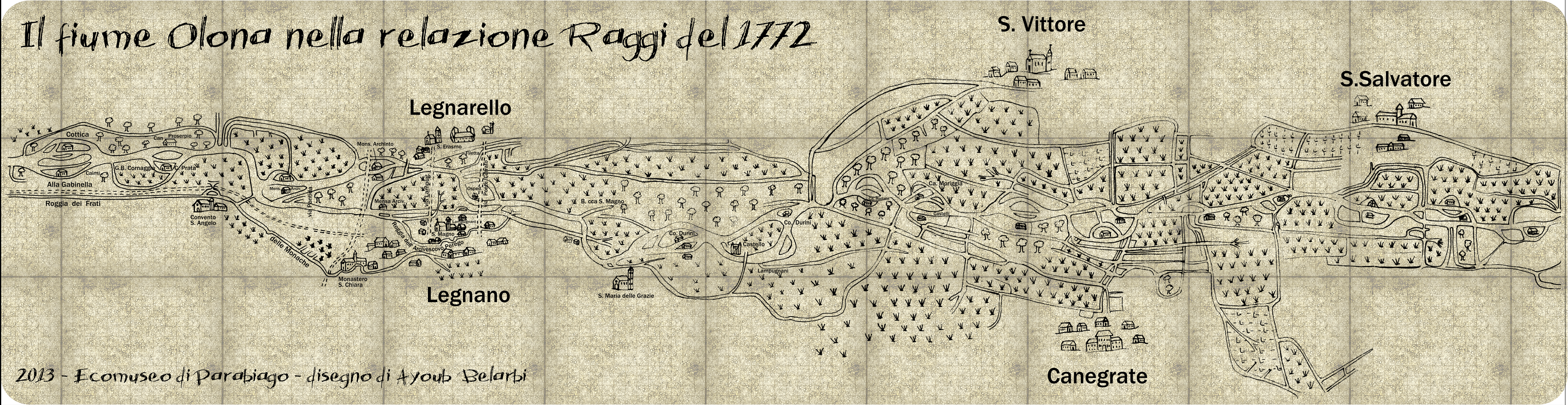
Mappa dell'ingegner Gaetano Raggi del Consorzio del fiume Olona, riportante il territorio da Legnano a Parabiago (1772).

In questo controllo, furono anche individuati gli illeciti che si erano accumulati nel tempo. Ad esempio, i due estensori notarono che nel tratto fino a Castellanza "[...] le acque ritornano facilmente al fiume, dopo l'annaffio dei prati circostanti [...]", mentre a valle capitava l'opposto, cioè che, a dispetto delle Novae Costitutiones, le acque non venivano restituite al fiume dopo l'utilizzo a fini irrigui, e ciò impediva ai mulini di funzionare a pieno regime. Quest'ultimo aspetto era fondamentale per il governo: la priorità della compagine governativa era quella di ottimizzare l'uso dei mulini, che infatti fornivano la farina alle popolazioni locali. Più in generale, gli illeciti erano evidenti: in certi momenti le acque dell'Olona erano così limitate da impedire l'utilizzo dei mulini situati nel tratto finale del fiume. Altri abusi individuati da Raggi e Verri furono i cosiddetti "scannoni", ovvero le prese d'acqua temporanee ed illegali che erano comuni soprattutto nel tratto rhodense del fiume. Questo importante documento fu la prima precisa stima della situazione economica e sociale delle utenze che gravitavano intorno al fiume. Inoltre, Verri e Raggi individuarono molte prese d'acqua non conformi ai regolamenti. Queste ultime e gli scannoni furono poi tutti chiusi. I due relatori trovarono anche abusi da parte dei mugnai. Verri infatti scrive: "[...] Era comune il disordine dei mugnai di tenere abbassate ed anche del tutto chiuse le porte dei loro edifici. Il loro obiettivo era di fermar l'acqua decorrente del fiume ora per favorire i vicini prati altrui, ora per annaffiare i propri, donde nasceva un portentoso impoverimento dell'Olona, a danno di tutti gli utenti del tratto inferiore [...]". Un altro abuso individuato da Raggi e Verri fu quello di tenere le bocche semiaperte così da prelevare acqua anche in giorni ed orari non inclusi in quelli previsti dai regolamenti. Questi abusi si accumularono nel tempo a causa dei frequenti cambi di proprietà dei terreni irrigati e dei mulini, che non furono registrati dagli organi competenti.
Da un punto di vista giuridico, la relazione di Verri e Raggi rappresentò una pietra miliare per la regolamentazione delle acque del fiume. Essa, infatti, gettò le basi per la riorganizzazione del consorzio e per gli aggiornamenti dei regolamenti del secolo successivo.

### I regolamenti del XIX secolo

L'interno del Cotonificio Cantoni di Legnano, fondato lungo l'Olona nel 1830. Al centro, si può vedere il fiume, già canalizzato, prima della copertura dell'alveo interno allo stabilimento.

Nel 1791, alle cariche previste dalle Novae Costitutiones, fu affiancato un giudice privativo che dipendeva dal tribunale di Milano. In questo modo la giurisdizione del fiume diventò più efficiente nel gestire le controversie. Inoltre, il governo austriaco concesse agli utilizzatori la facoltà di nominare un ispettore. Questa figura, che non doveva avere interessi sull'Olona, sarebbe dovuto intervenire su richiesta degli utilizzatori.
L'11 maggio 1812 il consorzio si dotò per la prima volta di un regolamento, mentre l'8 luglio 1816 l'associazione consortile mutò nome in "Amministrazione del Consorzio del Fiume Olona". Nel primo articolo del regolamento era riportato che "[...] Il corpo degli utenti e degli interessati nel fiume Olona unito in Consorzio sociale si regola colle norme della legge 20 maggio 1806 e del sovrano decreto 8 luglio 1806 [...]", mentre il secondo articolo recitava "[...] L'amministrazione degli affari sociali è affidata a nove individui nominati dal consorzio a pluralità di voti. Uno di loro è presidente per un anno, ed ogni due anni si rinnova un amministratore [...]". Nell'occasione, l'organizzazione del consorzio fu quindi modernizzata. Le antiche cariche del giudice commissario e del conservatore del fiume furono soppresse venendo sostituite dal presidente e dall'amministratore del consorzio. Le nuove cariche erano affiancati da un cancelliere, un ingegnere, un protocollista speditore, un ragioniere, un cassiere, un inserviente e da quattro custodi del fiume (cinque dal 1877). Queste non furono però le uniche novità. Il consorzio aveva ora la facoltà di segnalare ai tribunali gli abusi più gravi. 

Un mulino sull'Olona a Legnano in un'immagine del 1902

Nel 1869 fu proposto un nuovo regolamento. Con il loro aggiornamento del 10 gennaio 1819, le norme che disciplinavano l'uso delle acque si "sbilanciarono" infatti a favore di Milano, con gli altri comuni che non avevano neppure la possibilità di essere interpellati in caso di necessità. Di conseguenza, le nascenti industrie, soprattutto quelle varesine e quelle dell'Alto Milanese, fecero pressioni sul consorzio per spingerlo a modernizzare le norme, che erano incentrate, oltre che su Milano, anche verso le utenze storiche, vale a dire contadini, mugnai, ecc.. Il 22 febbraio 1877 il consorzio si tramutò in un'associazione privata con finalità pubbliche. Nell'occasione, la bozza del regolamento preparata nel 1869 entrò in vigore. Secondo questo regolamento, il consorzio era formato "[...] da tutti gli utenti, le proprietà e i diritti dei quali sono iscritti al loro nome nei registri catastali del fiume [...]". Il consiglio di amministrazione del consorzio era costituito, ancora una volta, da nove membri che ne designavano il presidente. Una nuova istituzione prevista dal nuovo statuto era quella dell'assemblea dei delegati d'Olona, che era costituita da 60 membri Il percorso del fiume era diviso i tre "riparti", ognuno dei quali nominava 20 membri dell'assemblea. I tre riparti avevano come capoluogo Varese, Legnano e Milano. Questa assemblea era composta, oltre che dai nobili della zona, anche dall'emergente classe imprenditoriale. Il 22 febbraio 1881 il regolamento fu aggiornato.

### Le acque dell'Olona diventano pubbliche
Come già accennato, nel XVII secolo le acque dell'Olona erano state "cedute" dal governo spagnolo agli utilizzatori facenti parte del consorzio che era, a tutti gli effetti, un'associazione privata. Nell'ottobre del 1921 le acque dell'Olona diventarono demaniali, cioè entrarono nel possesso dello Stato italiano. Come conseguenza, il 28 febbraio 1923 fu firmato, dal Governo italiano e dal consorzio, un documento che mutava l'amministrazione delle acque da privata a pubblica.
Per tale motivo, il consorzio cambiò ruolo. La sua funzione diventò quella di mediare tra gli utilizzatori delle acque e lo Stato italiano. Il passaggio non fu però indolore: i membri del consorzio resistettero anche giuridicamente al cambiamento di ruolo che fu poi sancito ufficialmente - come già accennato - nel 1923. Altri compiti del consorzio erano l'incasso degli emolumenti versati per le licenze (che andavano però allo Stato), le opere di manutenzione ordinaria del fiume e dei suoi tributari, e la presentazione delle nuove licenze, che erano però accordate dallo Stato italiano. Il compito di polizia lungo le sponde era invece demandata al Genio civile. Il 31 agosto 1940 il regolamento fu aggiornato.
Fino al 1982 il consorzio aveva sede a Milano. Da tale data, la sede fu spostata a Castellanza per fornire al consorzio un'ubicazione più intermedia. La nuova sede, che è situata a cavallo tra le province di Milano e Varese, si trova infatti a metà del corso dell'Olona.